# Пеленягрэ, Виктор Иванович
Ви́ктор Ива́нович Пеленя́грэ (рум. Victor Peleneagră; род. 22 марта 1959, Згурица, Дрокиевский район, Молдавская ССР) — русский поэт, поэт-песенник, прозаик, драматург, эссеист, переводчик.
Сооснователь Ордена куртуазных маньеристов. С 1990-х годов известен главным образом как поэт-песенник. Автор слов песни «Как упоительны в России вечера», получившей в начале 2000-х годов статус неофициального гимна России.

## Биография
Окончил московское СГПТУ № 68 по специальности каменщик-монтажник, Калужский государственный университет имени К. Э. Циолковского и Литературный институт имени А. М. Горького (семинар Егора Исаева).
Виктор Пеленягрэ — один из основоположников и основателей литературного движения Орден куртуазных маньеристов.
Автор многих песен: «Как упоительны в России вечера», «С высоких гор спускается туман», «За нами Путин и Сталинград» (группа «Белый орёл»), «Акапулько», «Я вышла на Пикадилли», «Латинский квартал», «О чём играет пианист» (Лайма Вайкуле), «Дева-девочка моя», «Порт-Саид», «Бискайский залив» (Сергей Крылов), «Всё так же рыдает шарманка» (Николай Басков), «Позови меня тихо по имени» (группа «Любэ»), «Капитан», «Монолог», «Хулиган» (Ирина Аллегрова), «А над Москвою купола», «Кони белые», «Не клони ты головы», («Золотое кольцо»), «Акула из Гонолулу», «Коко Шанель», «Мэрилин» (Валерий Леонтьев), «Мои финансы поют романсы», «О Мэгги» (Александр Буйнов), «Облака» (Александр Добронравов). Песни на его стихи исполняли многие музыкальные исполнители, среди которых группы «Бригада С», «Веселые ребята», «Самоцветы», «Скандал».
Автор ряда скандальных мистификаций: «Ночной Вавилон и другие стихотворения» (Фрэнсис Ли Стюарт), «Римские оргии Любэ» (Марк Саллюстий Лукан) и целый ряд книг, якобы написанных срамным стихотворцем Иваном Барковым.
Стихи Виктора Пеленягрэ публиковались в «Московском комсомольце», в журналах «Кругозор», «Литературная Грузия», в альманахе «Истоки», «Поэзия»; вошли в антологии «Строфы века» (сост. Е. А. Евтушенко. М., 1995) и «Фривольная поэзия» (сост. А. В. Добрынин. М., 2002), в сборник русской куртуазной музы XVIII—XX веков «Езда в остров любви» (М.: издательство «X.Г.С.», 1993), также были переведены на многие языки мира.
В 2019 году за	создание лучших литературных произведений Виктор Иванович Пеленягрэ был награждён Золотой медалью Всероссийского литературного фестиваля «ЛиФФт», который проходил в Тюмени. В 2020 году — лауреат премии «125 лет С. Есенину».

## Библиография

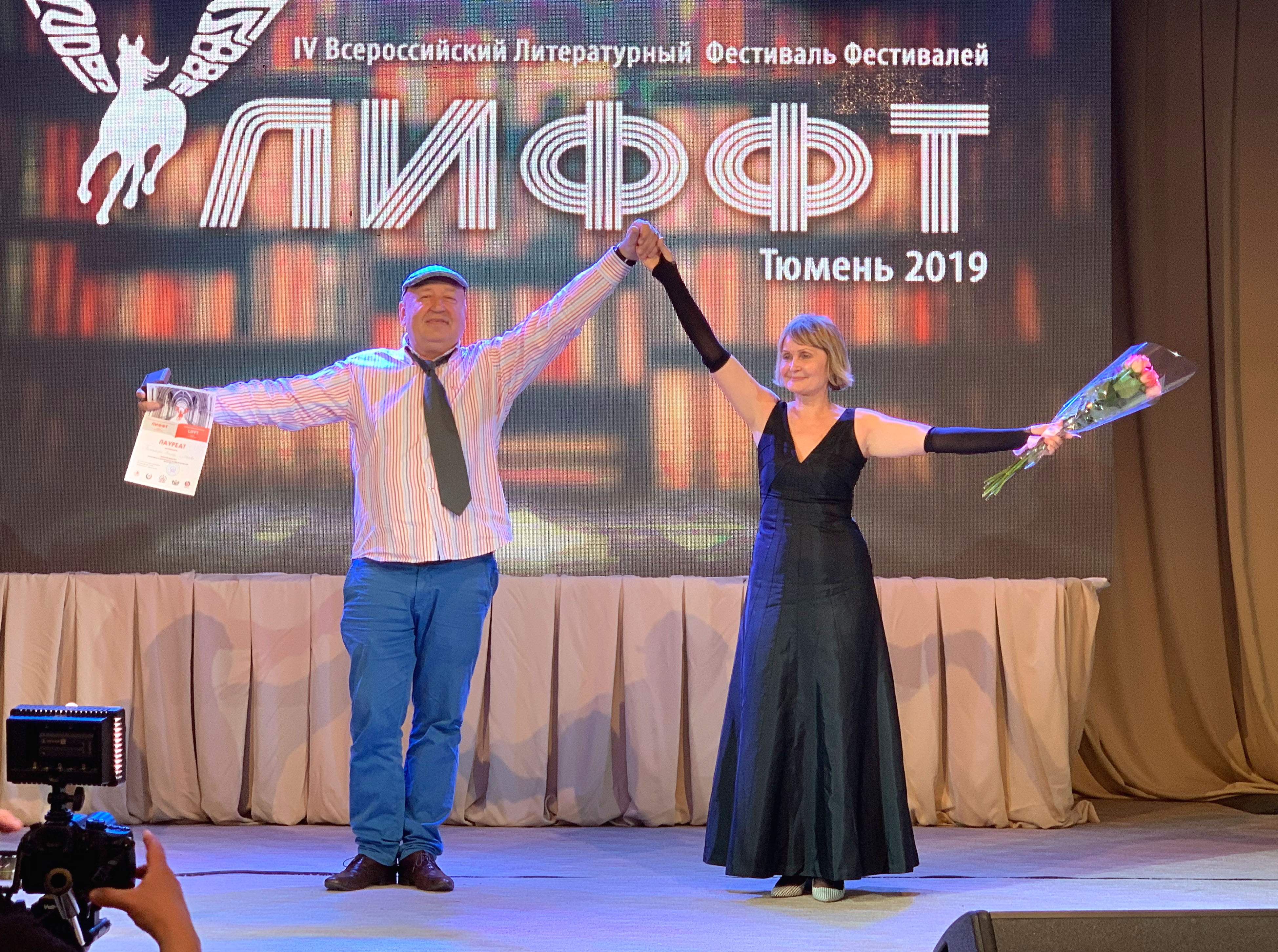
_{Организатор фестиваля «ЛиФФт» Маргарита Аль поздравляет победителя IV Всероссийского литературного фестиваля «ЛиФФт-2019» Виктора Пеленягрэ. Тюмень, 2019.}

## Творчество
Песни Виктора Пеленягрэ в самое разное время исполняли и исполняют Сергей Крылов, Лайма Вайкуле, Александр Буйнов, Валерий Леонтьев, Лолита, Владимир Пресняков, Алла Пугачёва, Анна Резникова, София Ротару, Влад Сташевский, Михаил Шуфутинский, Ирина Аллегрова, Николай Басков, Филипп Киркоров, Александр Добронравов, Витас, Бригада С, Гарик Сукачёв, Надежда Кадышева, ансамбль Золотое кольцо, Новые Самоцветы, Александр Малинин, Андрей Разин, Ласковый май, Любэ, Николай Расторгуев, Анатолий Днепров, Игорь Демарин, Алёна Апина, Игорь Слуцкий, Александр Маршал, Вилли Токарев, Сергей Мазаев, группа «Скандал», Семён Канада, Весёлые ребята (вокально-инструментальный ансамбль), Ренат Ибрагимов, сёстры Роуз, группа «Васильевский спуск».
Фильмы, в которых звучат стихи и песни поэта
- «Орден Куртуазных Маньеристов» (ЦТ СССР, 1990);
- «Ах, Кружевница…» (Воронеж ТВ, 1992); «За Брызгами Алмазных Струй» (РТР, 1993);
- «Галантные Празднества» (Владимир ТВ, 1994);
- «Господа Маньеристы» (Калуга ТВ, 1995);
- «Новейший Декамерон» (Владимир ТВ, 1995);
- «Убойная сила» (2000); «Граница. Таёжный роман» (2000);
- «Сестры» (2001);
- «В движении» (2002);
- «Снежная королева» (2003);
- «Убить карпа» (2005);
- мюзикл на большом экране «Кинофестиваль, или Портвейн от Эйзенштейна» (2006);
- «Застава Жилина» (2008);
- «Палата № 6» (2009);
- «Фарфоровая свадьба» (2011);
- «Моя главная роль в жизни» (2013).

## Премии и награды
Виктор Пеленягрэ — лауреат всевозможных песенных конкурсов: от первого подобного шоу 50/50 до «Золотого граммофона», неоднократный финалист телевизионного фестиваля «Песня года», всенародной премии «Шансон».
- В 1996 году — лауреат Венецианской премии за лучшую поэтическую книгу.
- В 1998 году — лауреат Национальной музыкальной премии «Овация».
- В 2019 году —  Золото Всероссийского литературного фестиваля «ЛиФФт»[9].
- В 2020 году — лауреат премии «125 лет С. Есенину»[10].